# Benoistia sambiranensis
Benoistia sambiranensis là một loài thực vật có hoa trong họ Đại kích. Loài này được H.Perrier & Leandri mô tả khoa học đầu tiên năm 1938 publ. 1939.